# Barbershop (film)
Pour le style musical homonyme, voir Barbershop.
Série
Babershop 2
(2004)
Pour plus de détails, voir Fiche technique et Distribution.
Barbershop ou Chez le barbier au Québec est un film américain réalisé par Tim Story en 2002. Le film connaît des suites : Barbershop 2 en 2004 et Barbershop 3 en 2016.

## Synopsis
Barbershop est un salon de coiffure pour hommes à Chicago. Ses employés sont très volubiles, ce qui les met dans des situations comiques.

## Fiche technique
Sauf indication contraire, les informations mentionnées dans cette section peuvent être confirmées par la base de données cinématographiques IMDb,  présente dans la section « Liens externes ».
- Titres français et original : Barbershop
- Titre québécois : Chez le barbier
- Scénario : Don D. Scott, Marshall Todd, d'après une histoire de Mark Brown
- Sociétés de production : Cube Vision (en), Metro-Goldwyn-Mayer (MGM), State Street Pictures
- Société de distribution : MGM Distribution Co. et UGC Fox Distribution
- Producteurs : Mark Brown, Robert Teitel, George Tillman Jr.
- Producteur délégués : Matt Alvarez, Larry Kennar
- Musique : Terence Blanchard
- Photographie : Tom Priestley Jr.
- Montage : John Carter
- Décors : Tricia Schneider
- Costume : Devon Patterson
- Budget : 12 000 000 $
- Pays : États-Unis
- Langue : anglais
- Format : 35 mm, Couleur
  - Son : DTS, Dolby Digital
- Dates de sortie :
  - États-Unis : 7 août 2002 (avant première)
  - France : 4 juin 2003
- Public : USA:PG-13

## Distribution
Source et Légende doublage : VF = Version Française
- Ice Cube (VF : Lucien Jean-Baptiste) : Calvin Palmer Jr.
- Anthony Anderson (VF : Frantz Confiac) : J.D.
- Cedric the Entertainer(VF : [[[Saïd Amadis]]) : Eddie
- Sean Patrick Thomas (VF : Pascal Légitimus) : Jimmy James
- Eve (VF : Magaly Berdy) : Terri Jones
- Troy Garity (VF : Joël Zaffarano) : Isaac Rosenberg
- Michael Ealy (VF : Christophe Peyroux) : Ricky Nash
- Leonard Earl Howze (VF : Daniel Kamwa) : Dinka
- Keith David (VF : Thierry Desroses) : Lester Wallace
- Jazsmin Lewis (VF : Annie Milon)> : Jennifer Palmer
- Lahmard J. Tate (VF : Sidney Kotto) : Billy
- Tom Wright (en) (VF : Bruno Dubernat) : Detective Williams
- Jason Winston George : Kevin
- DeRay Davis : Hustle Guy
- Sonya Eddy (VF : Maïk Darah) : Janelle

## Bande originale
Albums de Divers artistes
Barbershop 2
(2004)
Singles
la bande originale du film s'est notamment classée 29e au Billboard 200, 9e au Top R&B/Hip-Hop Albums et 1er au Top Soundtracks. Le single Stingy de Ginuwine s'est quant à lui classé 33e au Billboard Hot 100 et 7e au Hot R&B/Hip-Hop Songs.
Liste des titres
1. The Speech - 40 s (Cedric the Entertainer & Ice Cube)
2. Trade It All, Pt. 2 - 4 min 41 s (Fabolous, P. Diddy & Jagged Edge)
3. Stingy - 4 min 23 s (Ginuwine)
4. What's Come Over Me? - 4 min 10 s (Glenn Lewis & Amel Larrieux)
5. Love Session - 3 min 40 s (Ghostface Killah & Ruff Endz)
6. And We - 4 min 15 s (P. Diddy, Black Rob, Big Azz Ko & G. Dep)
7. Could've Been You - 4 min 9 s (3LW)
8. Baby Girl (Terri's Theme) - 4 min 55 s (B2K)
9. Sneaky - 3 min 23 s (Jhene & Lil Fizz)
10. I See You - 3 min 41 s (Best Man)
11. Better to Leave - 4 min 11 s (Jordan Brown)
12. Baby, Baby, Baby - 3 min 52 s (Collin)
13. Ben - 3 min 42 s (Lil Kano)
14. Got to Give It Up - 4 min 11 s (Marvin Gaye)
15. I'll Take You There - 4 min 31 s (Staple Singers)
16. Big Booty Girls - 46 s (Ice Cube & Michael Ealy)

## Distinctions

### Récompense
- 2002 : Washington DC Area Film Critics Association Awards

### Nominations
- 2003 : Image Awards, Ice Cube (meilleur acteur), Anthony Anderson, Cedric the Entertainer, Eve
- 2003 : MTV Movie Awards, meilleur film, Cedric the Entertainer, Eve
- 2003 : Teen Choice Awards
- 2003 : Black Reel Awards
- 2003 : Casting Society of America, USA

## SérieBarbershop
- 2002 : Barbershop de Tim Story
- 2004 : Barbershop 2 (Barbershop 2: Back in Business) de Kevin Rodney Sullivan
- 2016 : Barbershop 3 de Malcolm D. Lee